# Always (Bon Jovi)
Always è una power ballad dei Bon Jovi, composta da Jon Bon Jovi. È stata estratta come singolo di lancio del primo Greatest Hits del gruppo, Cross Road, nel settembre del 1994. Si tratta di una delle due tracce inedite del disco, l'altra è Someday I'll Be Saturday Night. È diventato il singolo di maggior successo in termini di vendite nella storia dei Bon Jovi, grazie a più di 1 milione di copie piazzate nei soli Stati Uniti. È inoltre risultato uno dei singoli più venduti dell'anno nel Regno Unito, nonostante non sia mai riuscito a raggiungere la vetta della classifica locale, fermandosi alla seconda posizione della Official Singles Chart. In totale, ha venduto più di 3 milioni di copie in tutto il mondo.

## Genesi e contesto
Always era stata originariamente scritta e pensata come colonna sonora del film Triplo gioco del 1993. Nel primo verso della canzone, infatti, si sente una chiara allusione al titolo originale della pellicola (Romeo is bleeding). Tuttavia, il gruppo musicale criticò duramente il film dopo averlo guardato in anteprima, e decise così di non prestare il brano ai produttori; alla sua uscita, la pellicola si rivelerà un insuccesso di critica e di vendite. Jon Bon Jovi decise di accantonare la canzone, fino a quando un amico non gli consigliò di inserirla tra gli inediti della raccolta Cross Road.

## Esibizioni dal vivo
Always è una potente canzone d'amore, e ciò ne fa un successo immediato nei concerti dal vivo del gruppo. Tuttavia, a causa dell'elevata difficoltà vocale richiesta dal pezzo, è stata eseguita con regolarità solo durante il These Days Tour, svoltosi tra il 1995-96. Una versione dal vivo di quel periodo è presente nel video concerto Live from London. Nel biennio 2005-06, nel corso dell'Have a Nice Day Tour, è stata occasionalmente suonata in versione acustica, nella stessa modalità in cui appare nell'album This Left Feels Right del 2003. I Bon Jovi sono tornati a suonarla in versione originale in alcune date del Lost Highway Tour, in particolar modo nei concerti che si sono svolti nel Regno Unito. Un'esibizione della canzone registrata dal vivo durante tale tour è stata inclusa nel DVD Live at Madison Square Garden. È stata poi eseguita con regolarità durante le tappe europee del The Circle Tour e del Live 2011, incluso il concerto tenutosi il 17 luglio 2011 allo Stadio Friuli di Udine, durante il bis finale, lunghissimo e imprevisto.

## Video musicale
Il video musicale della canzone è stato diretto da Marty Callner e vede la partecipazione di Keri Russell, attrice vincitrice di un Golden Globe, e degli allora sconosciuti Jack Noseworthy, Carla Gugino e Jason Wiles. Il video mostra la storia di un rapporto molto passionale tra due fidanzati. La sorella di lei, ospite in casa, scopre che i due hanno una videocamera in camera da letto, e attraverso la tv vede quello che fanno i due amanti. Un giorno lei esce a fare la spesa, e quando rientra vede in tv che a giocare con la videocamera sono il suo fidanzato e sua sorella; quindi tira la spesa contro i due e scappa di casa sconvolta. Incontra quindi un pittore che la ospita e le fa un ritratto, e i due finiscono per fare l'amore. Il giorno dopo lei chiama il suo ragazzo, che la raggiunge nell'appartamento del pittore; i due si rappacificano ma, quando lui capisce di essere stato a sua volta tradito, perde il controllo e distrugge il quadro: lei, delusa, va via definitivamente, mentre lui dà fuoco all'appartamento. Quando il pittore rientra a casa, trova i pompieri impegnati a spegnere l'incendio. Il video termina con il protagonista, da solo, che ripensa continuamente alla propria amata. Alternate alla storia, vengono mostrate immagini dei Bon Jovi mentre eseguono il brano.

## Formazione
- Jon Bon Jovi - voce
- Richie Sambora - chitarra, cori
- Alec John Such - basso
- David Bryan - pianoforte
- Tico Torres - batteria

## Tracce
Versione britannica
1. Always (versione ridotta) – 4:52 (Jon Bon Jovi)
2. Always – 5:54 (Bon Jovi)
3. Edge of a Broken Heart – 4:33 (Bon Jovi, Richie Sambora, Desmond Child)
4. Prayer '94 – 5:20 (Bon Jovi, Sambora, Child)

Versione tedesca
1. Always (versione ridotta) – 4:52 (Bon Jovi)
2. I Wish Everyday Could Be Like Christmas – 4:25 (Bon Jovi)
3. Living in Sin – 4:37 (Bon Jovi)
4. Please Come Home for Christmas – 2:53 (Charles Brown, Gene Redd)

Musicassetta
1. Always (versione ridotta) – 4:52 (Bon Jovi)
2. Never Say Goodbye – 4:48 (Bon Jovi, Sambora)
3. Edge of a Broken Heart – 4:33 (Bon Jovi, Sambora, Child)

## Classifiche

### Classifiche settimanali
| Classifica (1994/95)             | Posizione massima |
| -------------------------------- | ----------------- |
| Australia                        | 2                 |
| Austria                          | 3                 |
| Belgio (Fiandre)                 | 1                 |
| Belgio (Vallonia)                | 22                |
| Canada                           | 1                 |
| Danimarca                        | 3                 |
| Europa                           | 1                 |
| Finlandia                        | 3                 |
| Francia                          | 2                 |
| Germania                         | 4                 |
| Irlanda                          | 1                 |
| Italia                           | 4                 |
| Norvegia                         | 2                 |
| Nuova Zelanda                    | 4                 |
| Paesi Bassi                      | 2                 |
| Regno Unito                      | 2                 |
| Stati Uniti                      | 4                 |
| Stati Uniti (adult contemporary) | 4                 |
| Stati Uniti (pop)                | 2                 |
| Stati Uniti (radio)              | 3                 |
| Svezia                           | 2                 |
| Svizzera                         | 1                 |

### Classifiche di fine anno
| Classifica (1994) | Posizione |
| ----------------- | --------- |
| Australia         | 3         |
| Belgio (Fiandre)  | 19        |
| Canada            | 33        |
| Germania          | 44        |
| Italia            | 23        |
| Paesi Bassi       | 17        |
| Regno Unito       | 7         |
| Stati Uniti       | 91        |
| Svezia            | 10        |
| Svizzera          | 40        |
| Classifica (1995) | Posizione |
| Austria           | 37        |
| Belgio (Vallonia) | 31        |
| Canada            | 53        |
| Germania          | 87        |
| Stati Uniti       | 17        |